# Bezzia foyi
Bezzia foyi är en tvåvingeart som först beskrevs av Ingram och John William Scott Macfie 1921.  Bezzia foyi ingår i släktet Bezzia och familjen svidknott.
Artens utbredningsområde är Nigeria. Inga underarter finns listade i Catalogue of Life.